# 休伯特·华莱士
休伯特·华莱士（英語：Hubert Wallace，1899年3月3日—1984年7月3日），加拿大男子帆船运动员。他曾代表加拿大参加1932年夏季奥林匹克运动会帆船比赛，获得一枚银牌。他于1984年在橡树湾去世。